# Ostabat-Asme
Ostabat-Asme (baskisch Izura-Azme) ist eine französische Gemeinde mit 224 Einwohnern (Stand 1. Januar 2022) im Département Pyrénées-Atlantiques in der Region Nouvelle-Aquitaine.
In dem kleinen Ort treffen sich drei der französischen Jakobswege. Die Via Turonensis von Tours kommend und die Via Lemovicensis von Vézelay kommend treffen auf die Via Podiensis, die weiter nach Saint-Jean-Pied-de-Port und von dort als Camino Francés weiter nach Santiago de Compostela führt.

## Geografie
Ostabat liegt am Fuß der Pyrenäen, im äußersten Südwesten Frankreichs und gehört zum französischen Baskenland. Weitere Ortsteile sind Gasteluzahare, Harambels und Laxague. Nachbargemeinden sind: Lantabat im Westen, Larceveau-Arros-Cibits und Juxue im Süden, Arhansus im Osten sowie Orsanco und Uhart-Mixe im Norden.
Die nächste Stadt ist Orthez, die man in nordöstlicher Richtung über die Route D933, D23 nach circa 47 Straßenkilometern erreicht.
Die nächsten französischen Großstädte sind Toulouse (206 km) Osten und Bordeaux (206 km) im Norden.

## Geschichte
Der baskische Name Izura-Azme bedeutet übersetzt „Abhang unterhalb der Felsenhöhe“.
Der Name Ostabat tritt auf als: Ostebad (1167), Ostavayll (12. Jh.), Aussebat (1243), Ostabailles (1383), Sent-Johan d'Ostabat (1469), Ostabag und Hostabat (1472), Nostre-Done de l'espitau d'Ostabat (1518) und Ostabat (1650). Der Name Asme tritt auf als: Azme (1481).
Ostabat leitet sich ab aus der historischen Zugehörigkeit zum Gebiet Pays d’Ostabarret, gehörend zu Niedernavarra (frz. Basse-Navarre), das den französischen Teil des ehemaligen Königreichs Navarra umfasste.
Ostabat und Asme wurden am 13. Juni 1841 zusammengelegt.
Der Ort entstand an der bedeutenden Römerstraße, die von Bordeaux über Pamplona nach Astorga verlief.
Ab dem 10. Jahrhundert ist Ostabat ein wichtiger Ort für die Jakobspilger, weil hier drei Pilgerwege, die Via Turonensis von Tours kommend, die Via Lemovicensis von Vézelay kommend und die Via Podiensis aus Le Puy-en-Velay kommend, zusammentreffen. Diese Stelle machte es besonders attraktiv, Wegzölle zu erheben. Im Jahr 1350 wurden zwei Hospize und über zehn Pilgerherbergen gezählt, wo sich bis zu 5.000 Pilger aufhalten konnten.
| Einwohner                                                  | 326 | 424 | 630 | 426 | 385 | 365 | 278 | 235 | 219 | 229 | 197 | 224 |
| Ab 1962 offizielle Zahlen ohne Einwohner mit Zweitwohnsitz |     |     |     |     |     |     |     |     |     |     |     |     |

## Jakobsweg (Via Podiensis)
Von den zahlreichen mittelalterlichen Pilgereinrichtungen ist so gut wie nichts erhalten.

Heute gibt es eine Pilgerherberge (französisch: Gîte d'étape) und Privatzimmer (französisch: Chambre d'hôtes). Der weitere Jakobsweg (GR 65) führt durch die sanften Hügel des Pyrenäen-Vorlandes über Saint-Jean-le-Vieux zum Endpunkt der Via Podiensis nach Saint-Jean-Pied-de-Port, wo der Camino Francés nach Santiago de Compostela, mit dem Aufstieg in die Pyrenäen, startet. Die Landschaft ist geprägt von kleinen Orten zwischen Wiesen, Weiden und Wäldchen.
Weitere Übernachtungsmöglichkeiten vor Saint-Jean-le-Vieux gibt es in Larcevau und Lacarre, beide etwas abseits des GR 65. Als Straßenverbindung führt die D933 über Saint-Jean-le-Vieux bis Saint-Jean-Pied-de-Port.

## Kultur, Sehenswürdigkeiten und Wirtschaft
- Eine frühhistorische Festungsmauer in Gasteluzahare
- Bauernhöfe aus dem 17.–19. Jahrhundert
- Reste der Stadtmauer, die 1228 zerstört wurde.
- Reste der Kapelle Saint-Nicolas de Myre aus dem 11. Jahrhundert
- Das Château fort de Laxaga, ein Schloss aus dem 13. und 16. Jahrhundert
- Die Kapelle von Saint-Nicolas in Harambels aus dem 12. und 13. Jahrhundert. Sie ist das einzige Überbleibsel des Klosters und Hospizes, das dem heiligen Nikolaus, dem Schutzpatron der Reisenden, geweiht war. Sie enthält ein Altarbild aus dem 17. Jahrhundert, sowie Statuen von Aposteln und Maria. Über der Tür befindet sich ein Monogramm, auf dem das Malteserkreuz mit fünf Sternen und darunter ein ruhender Pilger zu erkennen sind.
- Die Kirche Saint-Jean-Baptiste stammt aus dem späten 19. Jahrhundert.[3]

Circa 40 % der Bevölkerung arbeiten in der Landwirtschaft, in der Viehzucht und Weinanbau, die Schwerpunkte darstellen.

## Persönlichkeiten
- Marcelo Mendiharat Pommies (* 2. Mai 1914 in Ostabat-Asme; † 12. Juni 2007 in Montevideo) war Bischof von Salto in Uruguay von 1949 bis 1989